# Dave Matthews
David John Matthews (* 9. ledna 1967) je americký hudebník a herec. Je znám především jako hlavní zpěvák, kytarista, a skladatel skupiny Dave Matthews Band. Vystupuje s akustickou kytarou, ve svých skladbách raději upřednostňuje rytmus než sóla.

## Život
Dave Matthews se narodil v Johanesburgu v Jižní Africe, jako třetí ze čtyř dětí, Johnovi a Valerii Matthews. Když mu byly dva roky, tak se jeho rodina přestěhovala do Yorktown Heights v New Yorku, kde jeho otec začal pracovat pro společnost IBM jako fyzik.
V roce 1974 se spolu s rodinou přestěhovali na rok do Cambridge v Anglii. V roce 1977, dva roky po návratu do New Yorku, umírá jeho otec na rakovinu plic. Životopisec Nevin Martell tvrdí, že smrt Daveova otce byla impulsem k psaní písňových textů plných vyzývání k maximálnímu využití každého dne, protože běh život je příliš krátký, než abychom jej promrhali. V této době Matthews taktéž navštívil svůj první koncert, na který jej vzala matka. Bylo to představení Peteho Seegera. Ve stejném roce, kdy umřel Daveův otec, se přestěhovali s rodinou zpátky do rodného Johanesbrugu v Jižní Africe.
Po absolvování vysoké školy St. Stithians byl povolán do jihoafrické armády, stejně tak se v praxi začínala rozšiřovat občanská neposlušnost. Kvaker Matthews (a následně pacifist) opustil Jižní Afriku, aby se vyhnul službě v armádě.
V roce 1986 se Matthews stěhuje do New Yorku, kde krátce pracuje pro IBM, ve stejném roce se také spojuje se svou matkou v Charlottesville ve Virginii, ve městě kde jeho rodina bydlela před Matthewsovým narozením. V Charlottesville se také stal součástí lokální hudební scény, věnoval se mnoha zájmům a poprvé ztvárnil několik malých rolí v místní produkci. Ačkoli začal hrát na kytaru už v devíti letech, veřejně začal vystupovat až v Charlottesville. Sem tam se Dave Matthews objevoval na pódiu s Timem Reynoldsem. Další jeho kamarád, Ross Hoffman, jej přesvědčil, aby nahrál první ze svých písní, což nakonec vedlo k prvnímu profesionálnímu vystoupení. V roce 1991 si začal pohrávat s myšlenkou založení vlastní kapely.